# RZ
RZ (return to zero) код (англ. код с возвращением к нулю) — один из способов линейного кодирования (физического кодирования, канального кодирования, импульсно-кодовая модуляция, манипуляция сигнала). Применяется в телекоммуникационных системах для передачи информации, представленной в цифровом виде, в виде сигнала, форма которого формируется по правилу кодирования. Формирование сигнала происходит по следующему правилу: код является трехуровневым, при котором обеспечивается возврат к нулевому уровню после передачи значащего интервала. Информационный переход осуществляется в начале значащего интервала (значащий момент), возврат к нулевому уровню — в середине значащего интервала, далее уровень является нулевым до конца значащего интервала. Возврат к нулю обеспечивает синхронизацию тактовой частоты формирования сигналов передатчика с тактовой частотой приёмника. Логическому нулю соответствует переход на верхний уровень, логической единице переход на нижний уровень. В процессе синхронизации физическая привязка к синхронной последовательности на приемной стороне осуществляется на каждом значащем интервале. 

## Преимущества
- Простота реализации в сравнении с многоуровневыми способами кодирования (например, PAM-5), всего три потенциальных уровня необходимо реализовать технически;
- Позволяет избавиться от проблемы постоянного смещения (когда заряжается паразитная ёмкость в цифровом канале связи) за счёт противоположного потенциального уровня, при котором происходит разряд паразитной ёмкости[3];
- Самосинхронизирующийся — в связи с тем, что состояние потенциала меняется на каждом значащем интервале, возможна синхронизация тактовой частоты приёмника и передатчика на каждом значащем интервале[2].

## Недостатки
- Сложность реализации кодирующего устройства в сравнении с NRZ-кодом, поскольку требуется реализация трех потенциальных уровней.